# Taraxitrichia
Taraxitrichia is een geslacht van schietmotten uit de familie Hydroptilidae.

## Soorten
Deze lijst is mogelijk niet compleet.
- T. amazonensis OS Flint & SC Harris, 1991